# Klub Niezależnych Posłów
Klub Niezależnych Posłów – klub poselski funkcjonujący w Sejmie kontraktowym. KNP istniał do końca X kadencji Sejmu.
Skupiał grupę 10 posłów, z których wszyscy uzyskali mandaty poselskie z puli Polskiej Zjednoczonej Partii Robotniczej. Przewodniczącym KNP był Zbigniew Kostrzewa. Ponadto należeli do niego Jacek Andrzejewski, Alicja Bieńkowska, Józef Bogusz, Leszek Czerwiński, Stefan Gębicki, Czesław Kawecki, a także Zdzisław Czarnobilski, Jerzy Modrzejewski i Kazimierz Woźniak. Trzech ostatnich odeszło przed końcem kadencji, zmniejszając liczebność Klubu Niezależnych Posłów do 7 osób.